# Dick Figures
Dick Figures è una web comedy serie statunitense creata da Ed Skudder. La serie narra le peripezie di Red e Blue, due stickman migliori amici. La serie, attualmente composta da più di 50 episodi, mai doppiati del tutto in italiano ad eccezione di Dick Figures: il film, ha raggiunto su YouTube oltre 250.000.000 di visite.
Dalla serie è stato poi tratto un film, intitolato Dick Figures: il film.

## Episodi
- A Bee Or Something
- Panda Hat
- Flame War
- Traffic Jams
- Steakosuars
- OMG
- Trouble Date

## Personaggi
- Red (doppiato da Ed Skudder), è il classico giovane ribelle moderno. Di cattivo gusto, cinico, volgare e selvaggio, ama divertirsi, ubriacarsi ed avere rapporti sessuali. È diventato amico di Blue alle elementari, quando era un bullo. Nel corso della serie ha intrapreso una moltitudine di relazioni, nessuna delle quali rivelatasi seria. Red non ha senso di moralità e non ha freni, facendo ciò che vuole quando vuole, e infrangendo diverse volte la legge.
- Blue (doppiato da Zack Keller) è il conquilino e migliore (nonché unico) amico di Red. È solitamente irritato dalle marachelle di Red, ed è il l'esatto opposto di questi: un bravo ragazzo, è intelligente, colto e acculturato, ma disoccupato. Nonostante sembri quasi odiare Red, ci è molto affezionato, e vorrebbe essere come lui. Ha una passione per i videogiochi, i fumetti e il gioco da tavolo Dungeons & Dragons. Ha inoltre un'ottima conoscenza informatica, facendosi chiamare hacker in diversi episodi.

## Film
Nel 2013 è stato realizzato un film Dick Figures: il film.